# Arthur Frenckell
Arthur Reinhold Frenckell, född  31 maj 1861 i Helsingfors, död där 24 november 1933, var en finländsk tidningsman och politiker. Han var son till Otto Reinhold Frenckell.
Frenckell, som blev filosofie magister 1891 övertog 1885 dagstidningen Hufvudstadsbladet efter grundaren August Schauman. Frenckell inköpte 1883 Huvudstadsbladet som han snabbt upparbetade till det ledande svenskspråkiga organet i Finland. Han kvarstod som tidningens huvudredaktör fram till 1928. Frenckell var även ordförande i Finlands publicistförbund. Frenckell var aktiv inom det kommunala livet i Helsingfors och deltog i lantdagarna 1891 och 1897 som staden Nykarlebys representant. Franckell införde den första rotationspressen i Finland 1896.